# 南利幸
南 利幸（みなみ としゆき、1965年3月16日 - ）は、関西を中心に活躍する男性気象予報士・防災士・ビオトープ施工管理士（2級）・技術士（応用理学）。「南気象予報士事務所」代表取締役。

## 経歴
兵庫県西宮市生まれの岡山県倉敷市育ちで、岡山県立玉島高等学校から広島大学総合科学部へ進学した。
広島大学大学院生物圏科学研究科を修了後、日本気象協会へ就職するとともに、同協会関西支部へ配属。20代後半でMBSラジオの天気予報を担当した際、上方落語家と共に番組に出演していた角淳一アナウンサーから、｢天気予報にはオチがないんか！オチもなく、ただ話してたら聞いてくれへんで｣と言われたのを機に、毎日ダジャレを考案。これが後に「ダジャレを交えるお天気おじさん」として広く知られるきっかけとなった。後年、髪型は自ら坊主姿になっている。
1994年に初めて行われた気象予報士試験を受験し、合格。
気象情報が自由化され、気象予報士の独自予報が可能となったことから、1995年5月18日よりNHK大阪放送局の『NHKニュースおはよう関西』を担当、夕方の『ニュースパーク関西』も歴任した。同時にMBSラジオの天気予報にも出演。2002年にはNHKの番組『趣味悠々』（Eテレ）に「あなたもできる天気予報入門」の講師として出演し、全国デビューも果たした。また、MBSテレビで今出東二の夏休み時の代理として出演したこともある。
2005年度よりMBSラジオの朝の情報番組に出演。2006年3月31日付で日本気象協会を退職したことを機に、自宅のある西宮市内に南気象予報士事務所を開設した。2007年4月からは、NHK総合テレビで土・日曜早朝の全国向け気象情報を担当。MBSラジオの番組終了を機に2008年度より祝日にも出演するが、他の仕事の兼ね合いで代理キャスターに任せることがある。
その一方で、MBSラジオを運営する毎日放送が2016年9月に気象庁から気象予報業務の実施許可（許可第202号）を受けたことを背景に、同局が報道局内へ設置した「気象情報部」の業務を事務所全体で支援。事務所に所属する気象予報士（西池沙織→広瀬駿・前田智宏）がMBSテレビの報道・情報番組で気象キャスターを務めるかたわら、南自身も2017年度から、「MBS気象情報部の気象予報士」としてMBSラジオで平日生ワイド番組へのレギュラー出演を再開している（事務所に所属する吉村真希・前田と交互に『松井愛のすこ〜し愛して♥』12時台・『こんちわコンちゃんお昼ですょ!』14時台の「お天気のお知らせ」を担当）。さらに、2017・2018年度ナイターオフ期間の金曜日には、毎日放送気象情報部所属の気象予報士として、吉村・広瀬と共に『こちら茶屋町お天気部!』（MBSラジオの生放送番組）でパーソナリティを務めた。
私生活では2008年1月、43歳を前にして第4子誕生。4人とも女の子である。
元バスケットボール部。

### 所属学会
- 日本花粉学会（関西の花粉予報を担当）
- 日本生気象学会（滋賀県草津市の熱中症情報に関する研究会委員として全国初の熱中症予防に関する条例の素案作りに参加）
- 日本気象学会（教育と普及委員会委員）

## 現在の出演番組
- NHKニュースおはよう日本（土・日曜日、祝日）
- 松井愛のすこ〜し愛して♥水曜日12時台「お天気のお知らせ」
- こんちわコンちゃんお昼ですょ!水曜日14時台「お天気のお知らせ」
- NHKニュースおはよう関西（金曜日）

以下はいずれもNHKの番組。G…総合テレビ。表中曜日下の条件は全国放送のみの適用で、地域番組はそもそも祝日は放送自体が無い。
| 時刻  | 月曜                    | 火曜                                              | 水曜                                              | 木曜                                              | 金曜                    | 土曜                    | 日曜                     |
| ----- | ----------------------- | ------------------------------------------------- | ------------------------------------------------- | ------------------------------------------------- | ----------------------- | ----------------------- | ------------------------ |
| 時刻  | 祝日のみ                | いずれも祝日のみ、かつ 直前か直後も祝日の場合のみ | いずれも祝日のみ、かつ 直前か直後も祝日の場合のみ | いずれも祝日のみ、かつ 直前か直後も祝日の場合のみ | 祝日のみ                |                         |                          |
| 5:50  | 気象情報 (G)            | 気象情報 (G)                                      | 気象情報 (G)                                      | 気象情報 (G)                                      | 気象情報 (G)            | 気象情報 (G)            | 気象情報 (G)             |
| 6時台 | 気象情報 (G)            | 気象情報 (G)                                      | 気象情報 (G)                                      | 気象情報 (G)                                      | 気象情報 (G)            | NHKニュースおはよう日本 | 気象情報 (G)             |
| 7時台 | NHKニュースおはよう日本 | NHKニュースおはよう日本                           | NHKニュースおはよう日本                           | NHKニュースおはよう日本                           | NHKニュースおはよう日本 | NHKニュースおはよう日本 | NHKニュースおはよう日本  |
| 8時台 |                         |                                                   |                                                   |                                                   |                         |                         | 日曜討論前の気象情報 (G) |

- 毎週水曜日
  - Live Love ひょうご→リブラブひょうご (神戸G)「教えて南さん」コーナー

### 特例
NHKニュースおはよう日本
- 2009年5月5日（火曜日・こどもの日）と6日（水曜日・3日の憲法記念日の振替休日）の放送を担当。
- 過去に1度だけ台風関連のニュースで祝日ではない平日（金曜日）の放送でも登場していた。

気象情報 (G)
- 2009年1月1日（木曜日）、2009年5月5日（火曜日・こどもの日）と6日（水曜日・3日の憲法記念日の振替休日）は昼前も担当。
- 2009年度の年末年始では「おはよう日本」休止時の午前7時のニュース、昼前でも5日間（12月30日 - 翌2010年1月3日）続けて担当。
- 2020年4月20日（月曜日）は「おはよう日本」と昼前の気象予報を担当。なお「おはよう日本」のメインアナウンサーも交代で休みを取っている。

## 過去の出演番組
- NHKニュースおはよう関西
- ごめんやす馬場章夫です（MBSラジオ）
- ごめんやす馬場章夫のボラボラわーるど（MBSラジオ）
- 西靖&桜井一枝のわくわく土曜リクエスト（MBSラジオ・ - 2006年3月）
- 諸口あきらのイブニングレーダー→情報ラヂオ・スパイス!→MBSニュースワイドアングル（MBSラジオ）
- はやみみラジオ!水野晶子です（MBSラジオ）
- カルチャーラジオ「科学と自然」（2010年6月28日 - 9月20日の毎週月曜日、NHKラジオ第2全国放送 「気象とくらし」の講師として）
- お天気ヒットパレード（2011年5月4日・みどりの日 NHKラジオ第1全国放送の祝日特集番組）
- NHK週刊ニュース（2007年4月 - 2011年3月）
- ニュース630 京いちにち（ - 2019年3月、NHK京都）月曜日
- かんさい土曜ほっとタイム （ - 2019年3月、NHKラジオ第1）[9]
- ガッテン!（2021年12月15日放送、NHK総合、全国放送）
- 下記はいずれも、自身の事務所所属の坂下恵理が休演中の2023年10月16日 - 同年12月まで、月曜のみ担当。
  - 列島ニュース（NHK総合、全国放送）[10]
  - ほっと関西（NHK大阪）
- てれまさ（2024年9月26日・9月27日、篠原正の気象キャスター代行）

## 著書
- 「ことわざから読み解く天気予報」 日本放送出版協会 ISBN 4140880848
- 「あなたもできる天気予報入門」 日本放送出版協会 ISBN 4141883360